# Moritz Ludwig Ernst zu Lynar
Graf Moritz Ludwig Ernst zu Lynar (seit 1806 Fürst zu Lynar; * 15. Dezember 1754 in Oldenburg, Herzogtum Oldenburg; † 15. August 1807 in Dresden, Königreich Sachsen) war Standesherr auf Drehna, Landeshauptmann der Niederlausitz und Komtur des Johanniterordens.

## Leben
Moritz war der jüngste Sohn von Rochus Friedrich zu Lynar, dänischer Gesandter und Standesherr auf Lübbenau und von Sophie Marie Helene Reuß zu Köstritz. Er stand zunächst auch in königlich-dänischen Diensten und besaß mehrere Güter in Mecklenburg, die er dann verkaufte. 1793 kaufte er die Standesherrschaft Drehna und Schloss und Stadt Vetschau, 1806 die böhmische Herrschaft Brandeis.
Moritz von Lynar war kursächsischer Geheimer Rat, königlich-preußischer Kämmerer, Landeshauptmann der Niederlausitz (1795–1805?), expect. Komtur zu Süpplingenburg des Johanniterordens und Ritter des bayerischen Löwen-Ordens. 1806 wurde er vom österreichischen Kaiser in den Fürstenstand erhoben und begründete damit die fürstliche Linie der Familie von Lynar. Die Erstgeborenen durften sich Fürst nennen, die Nachgeborenen Graf.

## Ehe und Nachkommen

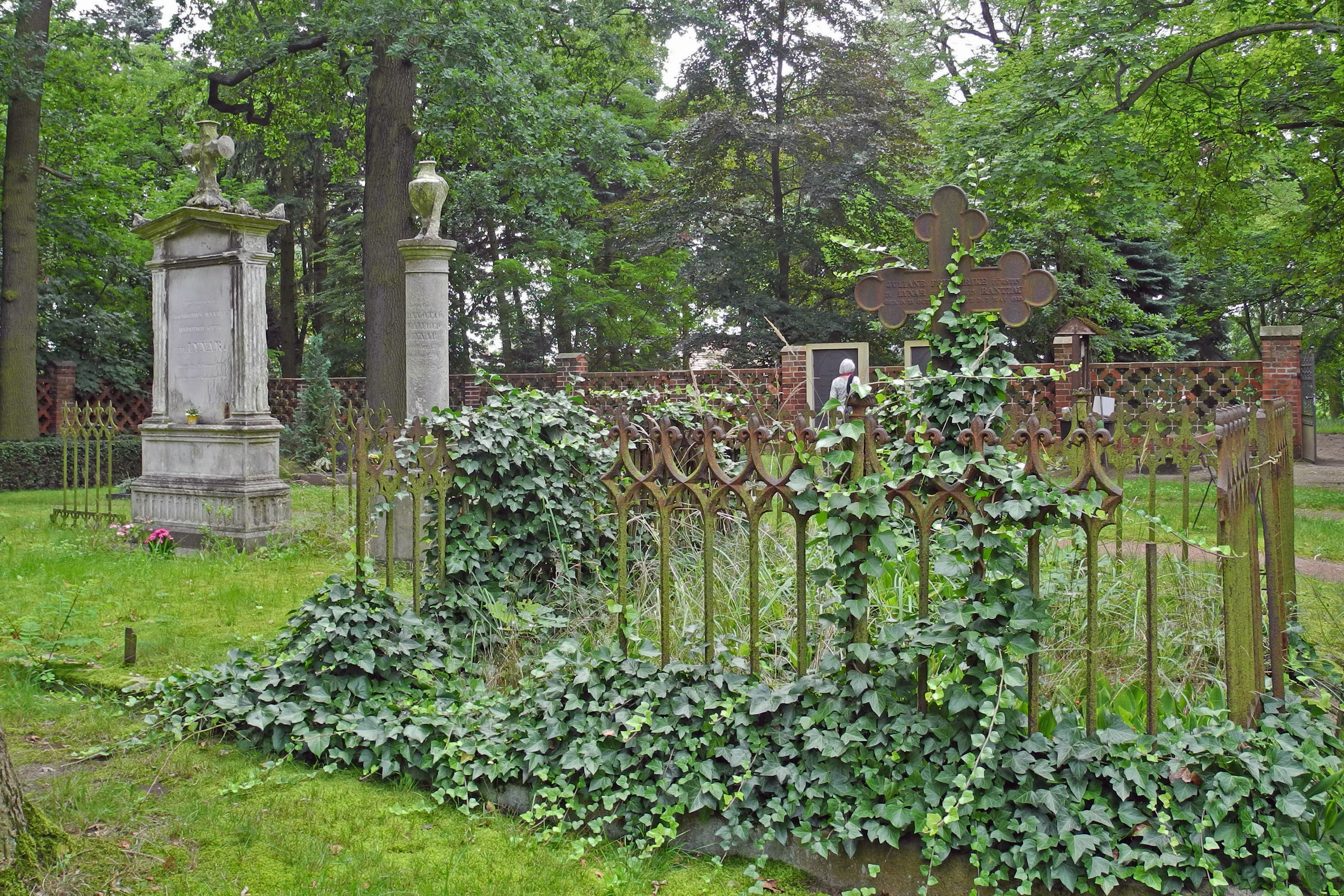
Grabanlage von Friederike Juliane Gräfin zu Lynar, geborene von Ranzau-Brahesburg in Fürstlich Drehna

Moritz Ludwig Ernst Graf zu Lynar war mit Friederike Juliane Gräfin von Ranzau-Brahesburg (* 23. Oktober 1755, † 7. Mai 1838) seit 8. Oktober 1784 verheiratet. Kinder waren
- Sophie Isabelle Friederike Gräfin zu Lynar (* 11. September 1791 in Groß Stieten[2], † 3. Mai 1885 in Dresden)
- Rochus Otto Manderup Heinrich Fürst zu Lynar (* 21. Februar 1793 in Groß Stieten[3], † 9. November 1860 in Dresden), Standesherr von Drehna
- Rochus Moritz Graf zu Lynar (* 17. Februar 1795, † 21. Januar 1817 in Wien)
- Rochus Heinrich Graf zu Lynar (15. Februar 1796, † 18. Mai 1855)
- Rochus Ernst Fürst zu Lynar (* 13. April 1797, † 14. März 1869 in Dresden)